# Morlidssjön
Morlidssjön är en sjö i Ödeshögs kommun i Östergötland och ingår i Motala ströms huvudavrinningsområde. Sjöns area är 0,022 kvadratkilometer och den befinner sig 202,8 meter över havet.